# Escuela de genios
Escuela de genios (título original: Real Genius) es una película de 1985 dirigida por Martha Coolidge. El guion de la película fue escrito por Neal Israel, Pat Proft y Peter Torokvei. Es protagonizada por Val Kilmer y Gabriel Jarret.
La película está fijada en Pacific Tech, una universidad ficticia en Estados Unidos similar a Caltech y es una típica comedia adolescente de los años 80.

## Sinopsis
Chris Knight es un genio en su último año trabajando en un láser químico. Llegó a la universidad como un estudiante sombrío, asiduo, decidiendo que hay más vida que sólo trabajo. Mitch Taylor es un nuevo estudiante que está en pareja con Knight para trabajar en el láser. Mitch es como Knight solía ser, y tiene problemas en establecerse. Finalmente, Knight le enseña a Mitch como disfrutarse a sí mismo y vivir en el campus sin "quemarse".
Su profesor, Jerry Hathaway, es un hombre corrupto, que es contratado para desarrollar un láser ilegal para la CIA, con el que quieren matar a personas desde el espacio. En vez de contratar a empleados para ello, él hace trabajar a los estudiantes gratis para ese propósito sin además decirles para qué quiere el láser. Además coge el dinero de ese proyecto destinado para los empleados que debería contratar para ese láser con el propósito de comprar y renovar una finca.
Cuando el láser ha sido finalmente construido, Mitch y Chris celebran su éxito. Sin embargo Lazlo Hollyfeld, un genio "quemado" que quedó en la universidad y que vive cerca de ellos, y además un genio que fue abusado para matar a gente, se da cuenta para qué está destinado el láser. El comunica a ambos sobre su sospecha y ambos, dándose cuenta de lo que han hecho y lo que hizo Jerry después de ver antes de la construcción del láser a miembros de la CIA en la finca de Jerry, intentan evitar que el láser sea utilizado. Sin embargo Jerry se apropia antes de él y lo entrega a la CIA para que pueda hacer pruebas con el láser.
Con la ayuda de otros genios y de Lazlo ambos averiguan donde ocurrirá la primera prueba y se vengan de Jerry saboteándola. Desvían para ello el disparo a su finca ante la presencia de un miembro del Congreso y del Director de la Universidad para que lo viesen y supiesen qué hicieron Jerry y la CIA. Adicionalmente se encargan, que el láser sea destruido después del disparo. Ese disparo entra en su casa y calienta el maíz que ellos pusieron antes dentro de su casa. El calor resultante convierte el maíz a través del calor en palomitas desbordando y destruyendo la casa de Jerry ante la presencia de todos los allí presentes.  
Jerry, asistente en esa prueba para presentar el láser ante la CIA, se entera más tarde de todo lo ocurrido y queda chocado, mientras que los genios celebran el éxito de su venganza. La gente, que luego viene, se alegra por las palomitas y hacen un festín con ellas para luego transportar otras a sus casas. Al anochecer, Jerry regresa finalmente a su finca destruida, que todavía está llena de palomitas que él odia. Se insinúa, que está acabado por lo que hizo y, viendo el estado de su finca, él se desanima completamente.

## Reparto
| Actor            | Personaje               |
| ---------------- | ----------------------- |
| Val Kilmer       | Chris Knight            |
| Gabriel Jarret   | Mitch Taylor            |
| Michelle Meyrink | Jordan Cochran          |
| William Atherton | Profesor Jerry Hathaway |
| Jon Gries        | Lazlo Hollyfeld         |
| Robert Prescott  | Kent                    |
| Ed Lauter        | David Decker            |

## Recepción
Tuvo críticas positivas y recaudó $12,952,019 en Estados Unidos y Canadá.